# Stilbometopa
Stilbometopa là một chi ruồi hút máu thuộc họ ruồi rận Hippoboscidae. Có 5 loài. Chúng đều sống ký sinh trên chim.

## Phân bố
Tìm thấy ở nam, bắc, trung Mỹ South America.

## Phân loại
- Chi Stilbometopa Coquillett, 1899

- S. fulvifrons (Walker, 1849)
- S. impressa (Bigot, 1885)
- S. legtersi Bequaert, 1955
- S. podopostyla Speiser, 1904
- S. ramphastonis Ferris, 1930